# Пулькис, Владимир Антонович
Влади́мир Анто́нович Пу́лькис (7 августа 1890, Оханск, Пермская губерния—23 марта 1970, Омск) — советский гигиенист. Член-корреспондент АМН СССР (1952). Первый заведующий кафедры общей гигиены Новосибирского медицинского института (1936—1951).

## Биография
Родился 26 июля (7 августа) 1890 года в Оханске Пермской губернии. в семье отставного старшего унтер-офицера литовца Пулькиса Леонтия Матвеевича и и русской Марии Андреевны. 
В 1914 году окончил Военно-медицинскую академию в Санкт-Петербурге.
Работал участковым врачом с селе Чарышское на Алтае, затем в Петропавловске.
В 1920-1922 годах служил в медико-санитарных учреждениях Красной Армии.
С 1922 по 1924 годы работал в лечебном подотделе Омского губздрава.
В 1924-1932 годы Пулькис руководит санитарным делом в Сибирском крае, возглавляя эпидемиологическое отделение Сибирского отдела здравоохранения в Новосибирске. Под его руководством создавалась сеть учреждений по борьбе с эпидемиями, велась подготовка санитарных врачей.
В 1931 году становится заведующим кафедрой гигиены Новосибирского института усовершенствования врачей. С 1936 года одновременно возглавляет кафедру гигиены Новосибирского медицинского института.
В 1935 году была присуждена учёная степень доктора медицинских наук и присвоено звание профессора.
В 1951 году, работая заместителем директора Новосибирского ГИДУВа, Пулькисом была проделана большая работа по переводу института в Новокузнецк.
Переехав вместе с ГИДУВом в Новокузнецк, продолжал заведовать кафедрой гигиены вплоть до 1962 года. На тот момент кафедра была единственной, на которой велась послевузовская подготовка санитарных врачей Сибири и Дальнего Востока, республик Средней Азии.
Исследовательскую и педагогическую работу Пулькис совмещал с общественной деятельностью. Он избирался депутатом Новосибирского городского Совета, был председателем Новосибирского гигиенического общества. В Новокузнецке был председателем Единого медицинского общества, заместителем председателя областного общества по распространению политических и научных знаний, членом архитектурно-технического совета Кемеровского областного отдела строительства и культуры.
Заслуженный деятель науки РСФСР (1947). Член-корреспондент АМН СССР (1952). Почётный профессор НГМУ.
Автор более 100 научных работ, посвященных вопросам гигиены жилых и общественных зданий, планировки и благоустройства общественных мест. Под его руководством были составлены комплексные санитарные разработки, положенные в основу планировки крупных городов Сибири.
Награждён двумя орденами Трудового Красного Знамени, медалью «За доблестный труд в Великой Отечественной войне 1941—1945 гг.».
С 1962 по 1970 годы работал в Омском медицинском институте в качестве профессора-консультанта на кафедре общей гигиены.
Скончался 24 марта 1970 года в Омске. Похоронен на Старо-Северном кладбище.

## Семья
- Пулькис, Сергей Антонович — брат. Советский гигиенист, основатель и первый заведующий кафедры гигиены Омского медицинского института (1942—1972)[8].
- Пулькис, Аркадий Владимирович — сын. Российский фтизиатр, заведующий кафедры гигиены Омского медицинского института в 1981—1999 году[9].

## Научные труды
- Пулькис В. А. Метеорологические факторы / Санитарно-гигиенический очерк г. Кемерово. Под ред. проф. В. А. Пулькиса. / Труды Западно-Сибирского краевого научно-исследовательского института санитарии и гигиены по углю, черным и цветным металлам. Выпуск III. — Новосибирск, 1937 г.
- Пулькис В. А. Промышленные предприятия / Санитарно-гигиенический очерк г. Кемерово. Под ред. проф. В. А. Пулькиса. / Труды Западно-Сибирского краевого научно-исследовательского института санитарии и гигиены по углю, черным и цветным металлам. Выпуск III. — Новосибирск, 1937 г.
- Пулькис В. А., Певзнер С. В. Санитарное состояние Новосибирской области за 30 лет Советской власти // Информационный бюллетень № 1: Рефераты научных работ Института за 1948 год / МЗ РСФСР. Новосибирский научно-исследовательский санитарный институт. — Новосибирск, 1949. — 62 с. — С. 3-5.
- Пулькис В. А., Певзнер С. В. Санитарные последствия войны в Новосибирской области и мероприятия по их ликвидации // Информационный бюллетень № 1: Рефераты научных работ Института за 1948 год / МЗ РСФСР. Новосибирский научно-исследовательский санитарный институт. — Новосибирск, 1949. — 62 с. — С. 1-3.